# 兵庫県立明石高等学校
兵庫県立明石高等学校（ひょうごけんりつ あかしこうとうがっこう）は、兵庫県明石市荷山町に所在する公立高等学校。
略称は「明高」（めいこう）。

## 概要
初代校長には山内佐太郎を迎えた。
2008年度より総合選抜が廃止され、複数志願制への移行が決定した。なお、その際に生命科学探究類型クラスという推薦入学のみの美術科と同様のクラスも設けられた。
校訓・建学の精神
校訓は「自治・共同・創造」の3句。建学の精神は「自彊不息」であり、これは易経の「天行健、君子以自彊不息」に由来し、同窓会の会名「自彊会」もこれに由来する。

## 歴史
- 1923年 - 明石市立明石中学校開校。
- 1928年 - 県へ移管、兵庫県立明石中学校と改称。
- 1948年 - 学制改革により新制の兵庫県立明石高等学校となる。その際、兵庫県明石高等女学校と生徒を交換し、男女共学となる。
- 1956年 - 中部講堂竣工。
- 1975年 - 総合選抜制度開始。
- 1983年 - 美術科を設置。
- 1991年 - 校舎改築竣工。
- 2006年 - 中部講堂改修工事竣工。
- 2008年 - 特色選抜制度・複数志願制開始、普通科に生命科学探究類型を設置。
- 2013年 - 生命科学探究類型を改編して理数探究類型を設置。
- 2024年 - 理数探求類型を改編してSTEAM探求科を設置。

## 設置学科
- 普通科

明石高等学校の普通科では2008年度から7限授業が取り入れられている。また2年次から文系と理系に分かれて異なった授業をする（例：文系→日本史、世界史、生物I・理系→地理、化学）。
- 美術科（1学年あたり40名）

兵庫県の公立高校で唯一美術に特化した学科。おもな特徴として毎日の授業に美術の授業があることや、期末テストの最終日には美術科のみデッサンや油絵などのテストが存在する。学べる専門科目は、デッサンを始め、油画、日本画、ビジュアルデザイン、クラフトデザイン、彫刻、水彩画などがある。
- 普通科生命科学探究類型

2008年度に、普通科内に新しく開設された。普通科と同じく7限授業を取り入れている。週33時間授業を導入。医・歯・薬・バイオと医療系の分野で社会貢献できる人材を育成する点に、重点を置いていることに従来型の理系クラスとは異なった特徴を持つ。実験・実習の授業（とくに化学）が多く、移動教室での授業が他の学科よりも多い。2013年度より、普通科理数探究類型に改編された。
- 普通科理数探究類型

2008年度に、普通科内に新しく開設された生命科学探究類型を改編して設置された。高大連携（大学教員による授業など）、実験・実習・演習の授業、少人数授業実施による基礎学力の充実という3点を特色としている。
- 普通科STEAM探求科

2024年度に、理数探求類型を改編して設置された。以下の特色ある教育活動を行っている。
- 企業や大学等との連携による先端技術を活用した探究活動
- SDGs等の社会課題及びドローンやVR等の先端技術を活用した専門性の高い講義や実習
- 選択科目群を活用した、生徒の興味・関心に応じた多様な学校設定科目の設置
- 西オーストラリア州等の大学や高校と連携した講義や実験実習、共同研究や発表会、オンラインによる交流
- 地域資源や環境、先端技術を活用した新たな設計やデザインの創作
- Artを「デザイン」と捉え、S（Science）、T（Technology）、E（Engineering）、A（Art）、M（Mathematics）を融合させたアプローチ

## 部活動
- 野球部 - 全国高等学校野球選手権大会出場6回[1]（兵庫代表）、選抜高等学校野球大会出場8回[2]の実績がある。旧制明石中学校時代の1933年（第19回）に開催された全国中学校優勝野球大会準決勝での中京商業と延長25回の激闘はいまだに語り継がれる伝説の試合である。詳しくは中京商対明石中延長25回を参照。

2012年には63年ぶりに近畿大会出場。初戦では智辯和歌山に勝利。準決勝で大阪桐蔭には敗れたが、春夏連覇校に食らいつく明石ナインを見て地元民は「古豪復活」と大いに盛り上がった。
- 男子ソフトボール部 - 2005年、2006年、2015年、2016年と全国大会出場。2016年、インターハイ出場
- 男子ソフトテニス部 - 2007年、個人でインターハイ出場。
- 剣道部 - 女子部では、2007年に全国総体個人の部で2年連続出場を果たしている。
- 音楽部：旧明石中学校時代からの部。吹奏楽団であるが旧来の音楽部の名称を残している。昭和30年代には全国大会で優勝などをした楽団である。「明石高校OB吹奏楽団ホームページ」では1964年1月23日毎日放送で放送された「若き日の歓び」を聞くことが出来る。
- 放送部 - NHK杯ラジオドラマ部門佳作や総合文化祭ラジオドラマ部門・朗読部門を佳作、特別賞などを受賞。2009年度は昼の生放送ラジオをしていた。
- 百人一首かるた部：第44回　兵庫県高等学校総合文化祭　小倉百人一首かるた部門大会　A級の部　第二位、第四位、第七位入賞し、以上三名は近畿大会及び全国高校かるたグランプリに兵庫県代表として出場。C級の部　第二位、第三位、第六位入賞。
- 合唱部：第43回全国高等学校総合文化祭　2019佐賀総文祭に東播地区連合合唱団として出場。合唱部門　文化連盟賞を受賞。

## 卒業生
学界
- 木村健（アイオワ大学医学部名誉教授）
- 佐々木知子（帝京大学教授・弁護士・元参議院議員）
- 二木康之（佛教大学保健医療技術学部長・医学博士）
- 春成秀爾（国立歴史民俗博物館教授）
- 畑博行（近畿大学学長）
- 毛利嘉孝（東京芸術大学教授）

財界
- 松本好雄（株式会社きしろ代表取締役社長・日本馬主協会連合会長）
- 三木谷浩史（楽天グループ創業者・会長・新経済連盟代表理事）

スポーツ
- 浅井浄（1964年東京オリンピック400mリレー代表、元阪急ブレーブスコーチ）
- 浅野勝三郎（元プロ野球選手）
- 井筒研一（元プロ野球選手）
- 大津淳（元プロ野球選手）
- 小谷正勝（元プロ野球選手）
- 柏木敏夫（元プロ野球審判）
- 嘉藤栄吉（戦前の中京商業戦に出場。）
- 河西俊雄（元プロ野球選手）
- 楠本保（元社会人野球選手、戦前の中京商業戦に出場。戦没野球人。）
- 栗田聡（元プロ野球選手）
- 柴田佳主也（元プロ野球選手）
- 白井一行（プロ野球審判）
- 滝本康正（元プロ野球選手）
- 永井智浩（元プロ野球選手）
- 中田武雄（戦前の中京商業戦に出場。戦没野球人。）
- 正中岳城（元バスケットボール選手）
- 松下繁二（元プロ野球選手）
- 山本静雄（元プロ野球選手）

その他
- 赤江珠緒（フリーアナウンサー、元朝日放送アナウンサー）
- 浅田葉子（声優）
- 大松絵美（タレント）
- 織田邦男（元空将、評論家、大学教員）
- 下田昌克（イラストレーター）
- 棚田康司（彫刻家）
- 原秀則（漫画家）
- 谷野美穂（アニメーター、キャラクターデザイナー）